# Raritätenzoo Ebbs
Koordinaten: 47° 38′ 3,4″ N, 12° 13′ 48,5″ O
Der Raritätenzoo Ebbs ist ein Zoo in der Gemeinde Ebbs in Tirol.

## Lage
Der Zoo liegt eingebettet in ein Waldstück direkt am Fuße des Zahmen Kaisers, wenig entfernt von der Grenze zu Deutschland. Nachbarort und Bezirkshauptstadt ist die Stadt Kufstein. Die Fläche umfasst 25.000 m² und ist barrierefrei angelegt.

## Tierbestand
Ca. 600 Tiere in über 80 Tierarten werden gezeigt (Stand 2011). Es werden Kängurus, verschiedene Affen und Lemuren, Mähnenwölfe, Riesenschildkröten, Halsbandpekaris und mehrere Vogelarten gezeigt. Weiters verfügt der Park über einen Bauernhofbereich mit Hühnern, Pfauen, Hängebauchschweinen und Zwergkaninchen.

## Geschichte
In den 1970er Jahren wurden in der Kruck in Handarbeit die ersten Tiergehege und Behausungen gebaut. Am 1. Mai 1991 öffnete der Park erstmals für Besucher. Der Vogelpark entwickelte sich stetig weiter, baute aus und wurde später als wissenschaftlich geleiteter Zoo anerkannt. Nach der Jahrtausendwende ging es mit dem Park kurzzeitig bergab. Die finanziellen Mittel waren äußerst knapp. Für die Adaptierung der Gehwege und die Anpassungen an die neuen gesetzlichen Anforderungen war kein Geld da. Der Fortbestand des Parkes war gefährdet. Im Jänner 2007 konnten neue Betreiber für den Park gefunden werden. Baumaßnahmen seit 2007 sind Anlagen für Berberaffen, Zwergotter und Greifvögel (u. a. Gänsegeier, Palmgeier, Gaukler) sowie behinderten- und kindgerechte Sanitärräume.
Seit 2009 ist der Park nach dem österreichischen Tierschutzgesetz genehmigt und anerkannt. Zum 20-jährigen Bestandsjubiläum 2011 hat sich der Tierpark zu den Anforderungen der ARGE Top Tierparke Österreich bekannt und wurde mit „sehr gut“ für tiergerechte Haltung und zoologische Betreuung bewertet.